# Grad Moritzburg
Moritzburg je utrjen grad v Halleju (Nemčija). Temelj tega, kar je kasneje postalo rezidenca magdeburških nadškofov, je bil iz leta 1484; grad je bil zgrajen v slogu zgodnje renesanse.
Od konca 19. stoletja je v njem nameščen muzej umetnosti, ki je deželnega pomena.

## Zgodovina

### Izvor
Zgodovina Moritzburga je tesno povezana z zgodovino mesta Halle. Leta 968, ko je Oton I. Veliki, sveti rimski cesar, ustanovil magdeburško nadškofijo, je nadškofu podelil grad Giebichenstein blizu Halleja. Že v 13. stoletju so močni aristokrati z nakupom privilegijev lahko zmanjšali vpliv suverena, nadškofa Magdeburga, na mesto. Tako je Halle leta 1263 praktično dosegel stanje politične avtonomije. Enako se je zgodilo tudi z Magdeburgom in ko so nadškofi končno zapustili Magdeburg, je po vrsti sporov z vedno močnejšim mestnim svetom grad Giebichenstein leta 1382 postal njihovo glavno prebivališče.
V 15. stoletju je skupina pomembnih cehov oblikovala opozicijo in zahtevala zastopanje v mestnem svetu, ki so ga do takrat obvladovali mestni aristokrati. Leta 1479 je opozicija skovala zaroto z vladarjem in odprla vrata mesta za nadškofove čete. Po slabem odporu se je nadškof Ernest II. Saški, ki je bil takrat star le 14 let, preselil v mesto. Zaradi tega je mesto izgubilo svoje prej pridobljene svoboščine in je bilo določeno zgraditi grad za boljši nadzor nad mestom in ga obdržal, da ga obdržati poslušnega in tihega.

### Zgodovina gradnje
Gradnja se je začela že s prvimi raziskavami aprila 1479. Iskanje primerne lokacije pa se je izkazalo za težko zaradi slabih pogojev tal. Na mestu nekdanjega judovskega naselja severozahodno od mesta je bila končno najdena lokacija, ki je vključevala mestno obzidje.
Nadškof Ernest je osebno položil temelj svojega novega prebivališča 25. maja 1484 v ceremonialni procesiji in poimenoval grad Moritzburg po svetem Mavriciju, zaščitniku države.
Moritzburg še vedno kaže znake poznogotskega obdobja, vendar skoraj pravilna razporeditev, dosleden tloris in reprezentativni vtis horizontalno poudarjenih fasad kažejo, da grad že pripada renesančnemu obdobju. Moritzburg združuje koncept trdnjave in gradu, ki združuje rezidenco in obrambne vidike kompleksa.
Na začetku je gradnjo nadziral Peter Hanschke iz Vzhodne Prusije. Od leta 1533 je Andreas Günther, glavni graditelj škofije Mainz in Magdeburg, ustvaril trdnjave in verjetno tudi okrogle bastijone na vzhodni strani. Zasnova Magdalenenkapelle (kapela Marije Magdalene) je pripisana Ulrichu von Smedebergu.
25. maja 1503 se je nadškof Ernest preselil v mogočen grad. Njegova arx insuperabilis (nepremagljiva trdnjava) je bila financirana predvsem iz solin hallejevih aristokratov, ki so bile zasežene leta 1479.

### Zgodnja leta do reformacije
Vladavina graditelja, nadškofa Ernesta II. Saškega je bila po eni strani znan po zmagi nad Hallejem leta 1479 in po drugi strani s številnimi promocijami svojega novega rezidenčnega mesta.
Njegov naslednik Albrecht Brandenburški, izvoljen leta 1513, je bil hkrati najlepši in najbolj tragičen vladar Halleja. Kot Erzkanzler des Reiches (državni sekretar), kardinal, nadškof in volilni knez Mainza, magdeburški nadškof in upravitelj Halberstadta in njegovo najljubše prebivališče, je bil Moritzburg v središču evropske zgodovine. Leta 1517 je pozval zloglasnega dominikanskega brata Johanna Tetzela v Moritzburg in začel z neomejeno prodajo odpustkov, s čimer je financiral veliko nadškofovo zbirko relikvij. Zbirka, ki je bila najprej nameščena v grajski kapeli in kasneje premeščena v mestno stolnico, sestavljena iz 353 relikviarij s kar 21.484 posamičnimi relikvijami, med temi 42 celimi trupli svetnikov, jo je naredilo idealno in materialno izredno dragoceno; bila je najbolj izstopajoča v Nemčiji. Po protestantski reformaciji se je Albrecht odrekel mestu in se umaknil v Mainz.
V času šmalkadenske vojne je Moritzburg zasedla cesarska vojska. 10. junija 1547 se je sveti rimski cesar Karel V. preselil v Halle, ko je zmagal v bitki pri Mühlbergu; njegov vojaški vodja, vojvoda Alba, je zasedel Moritzburg.

### Tridesetletna vojna
V tridesetletni vojni sta mesto Halle in Moritzburg vedno znova privabljala čete. Oktobra 1625 je Wallenstein zasedel mesto in trdnjavo. Po porazu pri Breitenfeldu se je grof Tilliy premaknil ko je zasledoval Švede v Moritzburg kot prvi umik. Septembra 1631 se je pred Hallejem pojavil švedski kralj Gustav II. Adolf, ki ga je lahko mirno zasedel dalj časa. Po Praškem miru leta 1635 je cesar vojvodo Saško-Weißenfelsa potrdil kot novega upravitelja.
6. januarja 1637 v času obleganja Švedov, je v gradu izbruhnil požar. Uničena so bila vsa zgornja nadstropja zahodne in severne strani ter kapela, zato so se prebivalci predali. 19. marca 1639 so saške čete razdejale jugozahodni bastijon, kar je prisililo - zdaj švedske - prebivalce, da se vdajo, kar se je zgodilo tri dni kasneje. Avgust, sin saškega volilnega kneza Johanna Georga I., je bil kasneje imenovan za novega upravitelja. Vztrajal je pri tem, da zapusti grad vojski, da bi zmanjšal njegovo strateško privlačnost. Pogodba o nevtralnosti med Avgustom in Švedi je od takrat naprej osvobodila Halle od tridesetletne vojne. Moritzburg ni bil obnovljen, le kapela je bila delno rekonstruirana, da bi jo lahko ponovno uporabili za bogoslužje.

### Moritzburg pade pod Brandenburg / Prusijo
Z Avgustovo smrtjo leta 1680 je mesto Halle padlo pod mejno grofijo Brandenburg, kot ga je določila Vestfalska mirovna pogodba. Leta 1686 so hugenoti iz Halleja dovolili, da uporabljajo stolp vhodnih vrat v Moritzburg za svojo versko službo. 26. oktobra 1690 so se preselili v Magdalenino kapelo.
Leta 1717 se je v Moritzburg preselil prusko-anhaltski polk okoli 3500 vojakov. Pred zgradbo je bila parada, kjer je princ Leopold I. Anhalt-Dessauja, z vzdevkom Der Alte Dessauer, uril vojake.
V sedemletni vojni (1756-1763) in v poznih napoleonskih vojnah (okoli 1813) je Moritzburg služil kot vojaška bolnišnica. Kasneje so bili oboki gradu dani v zakup pivovarni, kapela, ki jo je francoska skupnost uporabljala do leta 1808, je postala skladišče. Pruska vlada je ruševine odkupila od najemnikov v letih od 1847 do 1852.
Karl Friedrich Schinkel je načrtoval rekonstrukcijo kompleksa za univerzo Halle, vendar je bil projekt zaradi pomanjkanja sredstev preklican.
Od leta 1900 se je strukturno stanje gradu dramatično poslabšalo. Leta 1897 so bila vzhodna, južna in zahodna krila prodala mestu Halle za nov muzej. Talamt, južni okopi, stolp ob vratih in južni bastijon, ki so bili financirani z donacijami, so bili obnovljeni, da bi lahko zgradili muzej.

### Druga svetovna vojna do danes
V drugi svetovni vojni so globoki oboki kompleksa služili kot zaklonišče za državljane Halleja in Gauleitung (deželna uprava) NSDAP. Klet je služila tudi za shranjevanje dragocenih portalov in delcev grajske arhitekture.
Zgornje sobe zahodnega krila so bile obnovljene med letoma 1951 in 1954. V spodnjem nadstropju iste hiše je bila od leta 1964-67 restavracija in majhno gledališče. Leta 1972 je severovzhodni bastijon postal Študentski klub. Od 1990-ih je bil podvržen velikim rekonstrukcijam, ki so bile dokončane leta 2008. Arhitekta rekonstrukcije, v kateri je uničen zahodni del gradu dobil sodobno streho in notranjost, sta Fuensanta Nieto in Enrique Sobejano. 

## Opis
Postavitev je zasnovana na skoraj pravilnem štirikotniku dimenzij okrog 72 x 85 metrov. Grad je bil zgrajen predvsem iz gradbenega kamna in je bil obdan z 20 do 25 metrov širokim in 10 metrov globokim, nekoč močvirnim jarkom na južni, vzhodni in severni strani. Zahodna stran je bila zaščitena s sistemom razporejenih zidov proti reki Saale.
Dvorišče je bilo dovolj veliko za praznovanja, procesije ali turnirje in se dviga do vrha mestnih ulic.

### Zahodno krilo
Zahodno krilo je glavna zunanja stran gradu. Najvišja nadstropja so sestavljala razkošne dvorane, v obokih zgornje kletne etaže, ki jo danes zavzema muzej, pa so bili verjetno nastanjeni prostori grajskih prebivalcev. Zgoraj, danes večinoma v ruševinah, sta bili dve etaži nadškofovih osebnih in uradnih prostorov. V severnem delu zahodnega krila so bile sobe in knjižnica. Stopnišče na sredini dvoriščnega zidu je precej opazno, saj je eno od prvih stopnišč v Nemčiji, ki je bilo zgrajeno v konstrukcijo in se ne uporablja samo na zunaj.

### Severno krilo
Prvotni glavni vhod, ki se ga še vedno lahko prepozna po frizu z grbom, je ležal v severni steni, leta 1616 pa je bil zapuščen in zazidan. Nad kletjo ležita dve nadstropji, ki sta služili kot dvorana za uradnike in arhiv. Ob praznovanju dvestoletnice Hallejeve univerze leta 1894 je bilo severno krilo opremljeno s telovadnicami in dvorano za sabljanje, ki so se do leta 1990 še uporabljale za pouk telesne vzgoje. Grajska kapela je bila zgrajena leta 1505 in je bila posvečena Mariji Magdaleni leta 1509.

### Vzhodno krilo
Vhodni stolp, ki gleda na mesto, stoji nad vzhodno steno, v katerem so bile dnevne sobe, na spodnjem nadstropju pa kapelica. Da bi preprečili neposredno bombardiranje vrat, je bil prehod zgrajen v lahki krivulji. Vzhodno krilo je prvotno imelo ozke dvonadstropne parapete, v spodnjem nadstropju so bile odprte arkade in line. Leta 1777 je bil nad vzhodnimi temeljnimi zidovi pruske garnizije postavljen baročni, tako imenovana Lazarettbau (vojaška bolnišnica). Jugovzhodni bastijon je bil razširjen za muzej leta 1913. V severovzhodnem stolpu je bil od leta 1972 nameščen študentski klub.

### Južno krilo
Južna stran gradu v prvotnem stanju ni več ohranjena. Tu so bile gospodarske stavbe, sobe grajskega kapetana in vitalni vodnjaki. Med letoma 1582 in 1680 je bila nadškofijska kovnica v prostornem obokanem dvorišču.

### Kapela Marije Magdalene
Kapela Marije Magdalen ima le majhen tloris, le 14 x 23 m in višino 15 m, vendar se zdi, da je v notranjosti veliko bolj prostorna.
Na severni steni najdemo spominsko ploščo posvetitve leta 1514, ki prikazuje grb kardinala Albrechta V. Brandenburškega skupaj s svetim Mavricijem in Marijo Magdaleno.
Poseben grb je bil zasnovan za kapelo in postavljen na zahodni steni nad galerijo. Datum je leto dokončanja 1509, čeprav je papeško potrditev dobila šele več let pozneje.
Kapela je izgubila svojo streho med tridesetletno vojno, in se po hitrem popravilu ni rekonstruirala okoli 200 let, to je med 1894 in 1899. Toda leta 1817 je bil pruski princ Friderik Viljem tako navdušen nad Moritzburgom, da je postal uradni zagovornik obnove. 23. oktobra 1822 so kompleks, vključno s kapelo, razglasili za zaščiten spomenik s strani pruskih gradbenih oblasti.
Prvi načrti za obnovo so bili pripravljeni leta 1888. Med letoma 1898 in 1899 je bila kapela spremenjena, da bi postala univerzitetna cerkev ob 200-letnici univerze. Orgle, ki so bile prav tako iz časa rekonstrukcije, so bile leta 1963 temeljito očiščene in spremenjene v tonski strukturi. Leta 1990 so bile v zgodovinsko ohranjeno dediščino ohišja nameščene popolnoma nov orgle.
Danes je kapela mesto bogoslužja in dom dvema verskima skupnostma: Združene cerkve in Združena cerkvene skupnosti univerze in Luteranska skupnost svete Magdalene v Halle / Salle.

### Muzej
V Moritzburgu je muzej umetnosti dežele Saška - Anhalt. Ima zbirko umetniških del, večinoma iz 20. in 21. stoletja. Stalna zbirka vključuje:
- Klasična moderna umetnost (ekspresionizem, konstruktivizem, novi objektivizem)
- Umetnost po letu 1945
- Umetnost NDR
- Sodobna umetnost
- Umetnost 19. stoletja
- Srednjeveška umetnost, vključno z regionalno versko umetnostjo
- Uporabna umetnost in oblikovanje
- Kovanci in medalje
- Zbirka umetniških del Die Brücke Hermanna Gerlingerja
- Zbirka odtisov in fotografij